# جشنواره بین‌المللی فیلم لیوبلیانا

جشنواره بین‌المللی فیلم لیوبلیانا (LIFFe)

جشنواره بین‌المللی فیلم لیوبلیانا (Ljubljana International Film Festival) یا LIFFe مهم‌ترین رویداد سینمایی در کشور اسلوونی است. این جشنواره در سال ۱۹۹۰ تأسیس شد و هر ساله در ماه نوامبر در لیوبلیانا، برگزار می‌شود.
به جز نمایش فیلم‌های اسلوونیایی، بخش مرور سینمای بزرگان فیلم، اکران فیلم‌های مستقل، یک مسابقه فیلم کوتاه نیز در این رویداد سینمایی برگزار می‌شود. عمده تمرکز این جشنواره سینمایی بر آثار کارگردان‌های فیلم اولی است. از سال ۲۰۰۷ تاکنون ۴ جایزه اصلی بدین شرح اعطا می‌شود:
- جایزه Kingfisher به بهترین فیلم اول یا دوم توسط کارگردانان آینده‌دار.
- جایزه حلقه طلایی (جایزه مخاطب) برای بهترین فیلم که توسط مخاطبان و تماشاگران رأی داده شده‌است.
- جایزه فیپرشی که توسط هیئت داوران منتقد فیلم بین‌المللی اعطا می‌شود.
- جایزه عفو بین‌الملل اسلوونی برای بهترین فیلم که به موضوعی مربوط به مسائل حقوق بشر می‌پردازد.